# Bielańska Przełęcz
Bielańska Przełęcz (ok. 285 m) – przełęcz w Paśmie Sowińca, pomiędzy Ostrą Górą (ok. 347 m) a Srebrną Górą (ok. 317 m). Znajduje się w Lesie Wolskim w obrębie miasta Kraków, należy do makroregionu Bramy Krakowskiej.
Na Srebrnej Górze, w odległości około 230 m na południe od Bielańskiej Przełęczy, wznosi się kościół Wniebowzięcia Najświętszej Maryi Panny w Krakowie i erem kamedułów. Rejon przełęczy porasta las. W odległości około 60 m na północny zachód od Bielańskiej Przełęczy przebiega asfaltowa Aleja Wędrowników, którą można dojść z Bielan do eremu (wjazd na drogę dopuszczalny tylko dla pojazdów uprawnionych). W kierunku południowo-zachodnim spod Bielańskiej Przełęczy opada wąwóz Łupany Dół. Około 400 m na zachód, w lesie na stokach Bielańskiej Przełęczy znajduje się Szaniec nr 1, będący częścią umocnień wybudowanej przez Austriaków Twierdzy Kraków.